# آاگ سی.۳
آاگ سی.۳ (به انگلیسی: AEG C.III) یک هواگرد ساختِ کارخانهٔ آاگ در کشور آلمان است. نخستین استفاده‌کنندهٔ این هواپیما لوفت‌اشترایت‌کرفته بوده‌است.